# Newburg (Virginia Occidental)
Newburg es un pueblo ubicado en el condado de Preston en el estado estadounidense de Virginia Occidental. En el Censo de 2010 tenía una población de 329 habitantes y una densidad poblacional de 161,82 personas por km².

## Geografía
Newburg se encuentra ubicado en las coordenadas 39°23′20″N 79°51′13″O / 39.38889, -79.85361. Según la Oficina del Censo de los Estados Unidos, Newburg tiene una superficie total de 2.03 km², de la cual 2.03 km² corresponden a tierra firme y (0%) 0 km² es agua.

## Demografía
Según el censo de 2010, había 329 personas residiendo en Newburg. La densidad de población era de 161,82 hab./km². De los 329 habitantes, Newburg estaba compuesto por el 98.18% blancos, el 0.3% eran afroamericanos, el 0.91% eran amerindios, el 0% eran asiáticos, el 0% eran isleños del Pacífico, el 0.3% eran de otras razas y el 0.3% pertenecían a dos o más razas. Del total de la población el 0.61% eran hispanos o latinos de cualquier raza.